# Isaeus
Isaeus (Oudgrieks: Ἰσαῖος, Isaios) van Chalkis was een bekende redenaar die leefde en werkte in Athene in de eerste helft van de 4e eeuw v.Chr. Hij behoorde tot de canon van Attische redenaars.
Van zijn leven is niet zoveel bekend. Als logograaf voorzag hij in zijn levensonderhoud door voor anderen redevoeringen en pleidooien te schrijven. Ook gaf hij les in welsprekendheid. Algemeen wordt aangenomen dat hij een leerling van Isocrates was en dat hij zélf les gaf aan Demosthenes.

## Werk
Van de vijftig redevoeringen die in de oudheid op zijn naam stonden is er, afgezien van een paar fragmenten, een elftal bewaard gebleven. Ze hebben alle direct of indirect met erfeniskwesties te maken, en zijn bijgevolg belangrijke bronnen voor onze kennis van het Atheense erfrecht.
 Stilistisch streefde Isaeus naar de eenvoudige doorzichtigheid van Lysias, maar zijn redevoeringen missen diens elegantie.
Aeschines · Andocides · Antiphon · Demosthenes · Dinarchus · Hyperides · Isaeus · Isocrates · Lycurgus · Lysias
- Bibsys: 90204182
- Biblioteca Nacional de España: XX840411
- Bibliothèque nationale de France: cb12176312b (data)
- Catàleg d'autoritats de noms i títols de Catalunya: 981058530568406706
- CiNii: DA01327527
- Gemeinsame Normdatei: 118710869
- International Standard Name Identifier: 0000 0003 8268 3767
- Library of Congress Control Number: n90621891
- Nationale Bibliotheek van Tsjechië: jn19990210297
- Nationale bibliotheek van Australië: 36555166
- Nationale Bibliotheek van Israël: 987007263011605171
- Nationale en Universitaire bibliotheek Zagreb: 000084863
- Nederlandse Thesaurus van Auteursnamen: 069649332
- Réseau des bibliothèques de Suisse occidentale: 02-A003411658
- Istituto Centrale per il Catalogo Unico: MILV077100
- LIBRIS: 269820
- Système universitaire de documentation: 030324300
- Trove: 1289694
- Virtual International Authority File: 265571975